# متیکال موزامبیک
متیکال موزامبیک (به پرتغالی: Metical moçambicano) یکای پول رایج کشور موزامبیک می‌باشد. کنترل این یکای پول به عهده بانک مرکزی موزامبیک می‌باشد.